# Fresco (álbum de Jerry Rivera)
Fresco es el título del sexto álbum de estudio grabado por el cantautor y músico puertorriqueño-estadounidense Jerry Rivera, El álbum fue lanzado al mercado bajo el empresa discográfica Sony Tropical el 20 de agosto de 1996. El álbum recibió nominaciones a los premios Grammy y Lo Nuestro como Mejor Álbum Latino Tropical en 1997. El sencillo "Loco de amor" ganó un Premio Tropical para el compositor.

## Lista de canciones
Esta información es adaptada de Allmusic .
| Fresco |                            |                                         |          |  |
| N.º    | Título                     | Escritor(es)                            | Duración |  |
| 1.     | «Loco de amor»             | Mary Lauret                             | 4:39     |  |
| 2.     | «Una y mil veces»          | Donato Póveda                           | 5:03     |  |
| 3.     | «Desde que tú no estás»    | Alejandro Vezzani                       | 4:08     |  |
| 4.     | «Sí, soy un muchacho malo» | Lolita De La Colina                     | 4:51     |  |
| 5.     | «Digo tu nombre»           | Eric Leris · Raiza Reynoso              | 4:34     |  |
| 6.     | «Te recordaré»             | Manuel López · Rubby Pérez · Rudy Pérez | 4:51     |  |
| 7.     | «Fresco»                   | Manny Benito                            | 4:29     |  |
| 8.     | «Lloraré»                  | Fernando Osorio                         | 4:25     |  |
| 9.     | «Linda fantasía»           | Mary Lauret                             | 4:10     |  |
| 10.    | «Suave»                    | Orlando Castro · Kiko Cibrián           | 4:29     |  |

## Rendimiento en listas
| Listas (1996)                        | Máxima posición |
| ------------------------------------ | --------------- |
| U.S. Billboard Top Latin Albums      | 14              |
| U.S. Billboard Tropical/Salsa Albums | 2               |